# サー・ジョン・ソーンズ美術館

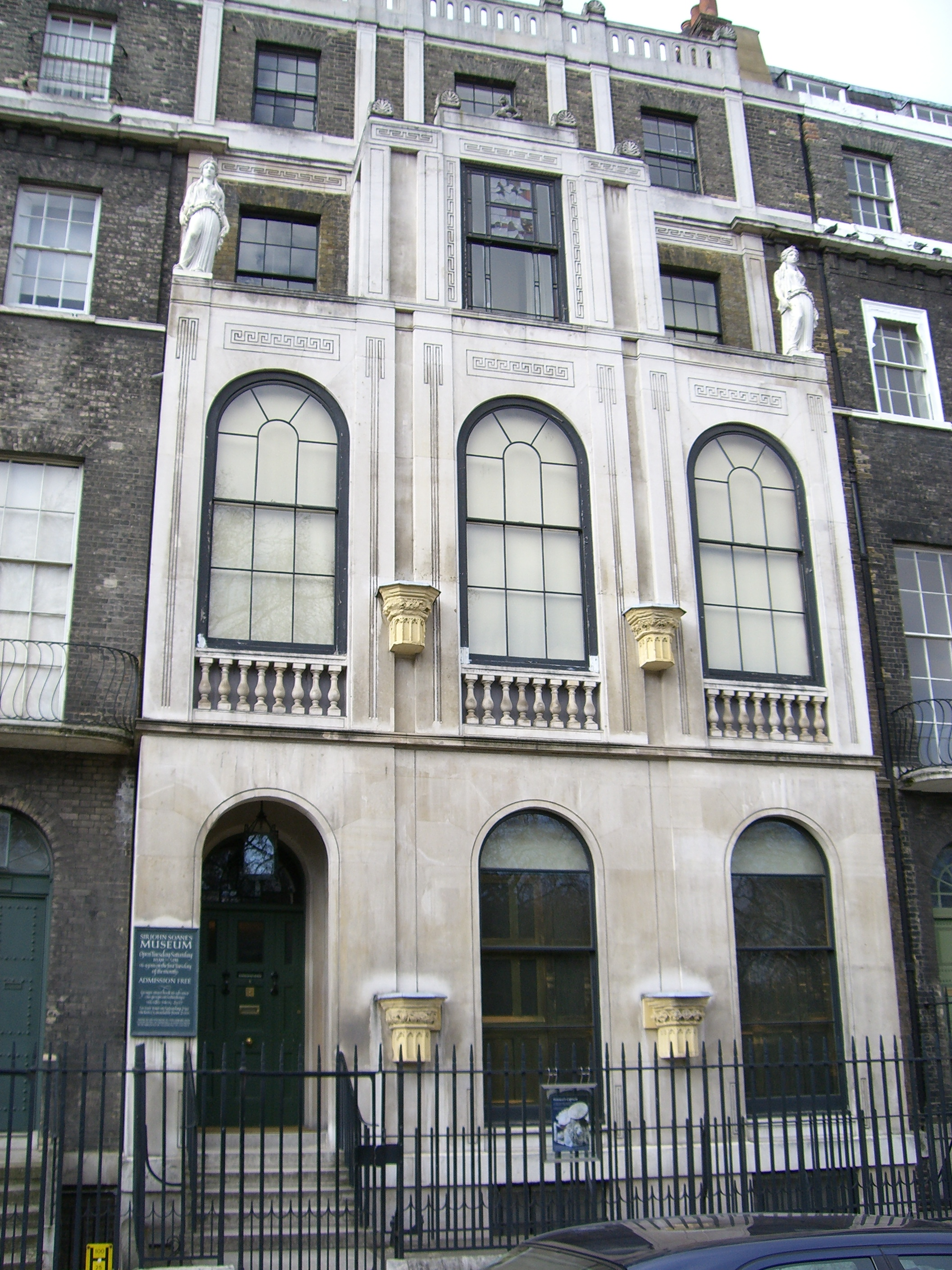
サー・ジョン・ソーンズ美術館正面

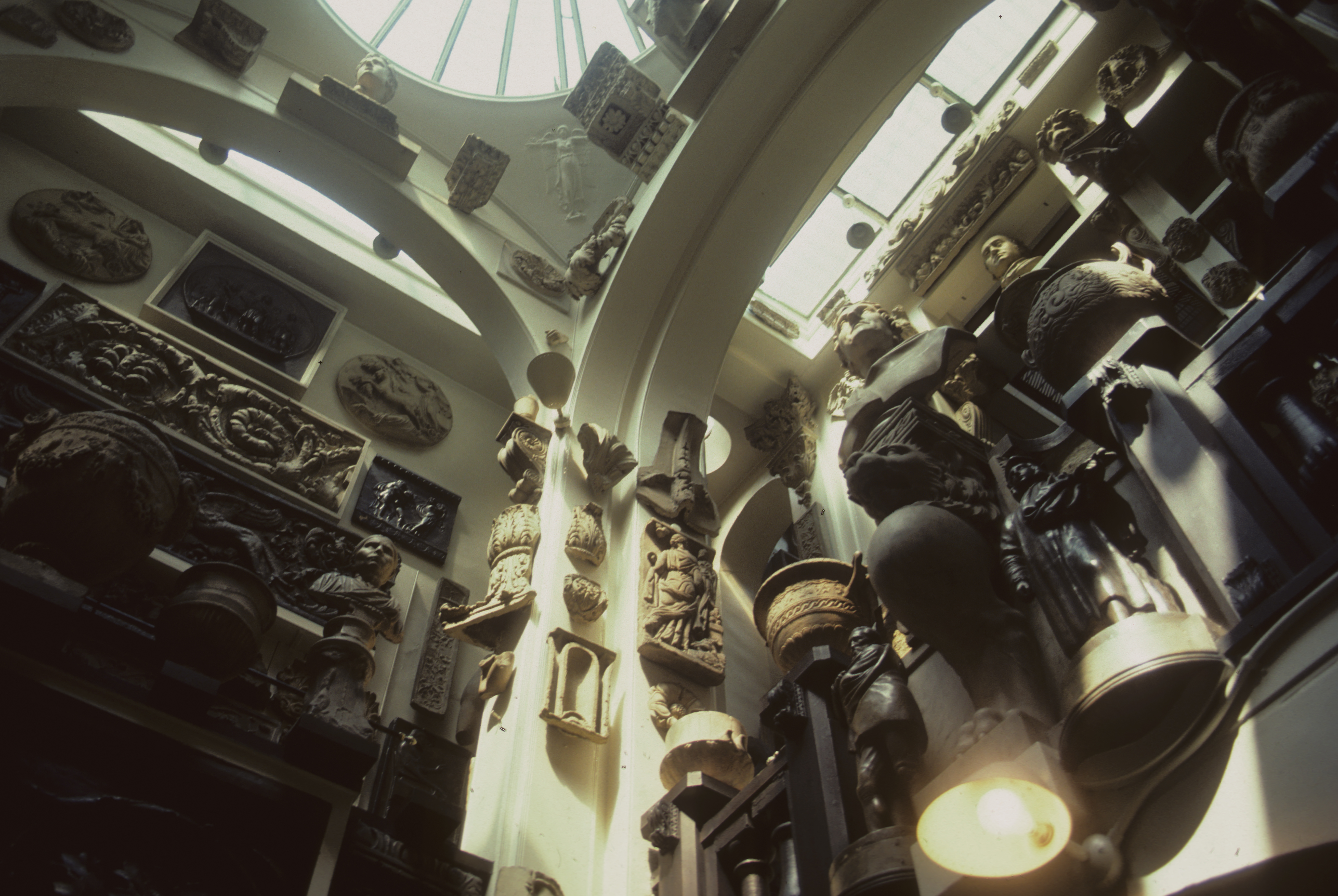
美術館内部の彫刻ギャラリー。採光窓のある天井が設計の特徴である

サー・ジョン・ソーンズ美術館 （Sir John Soane's Museum。もしくは ジョン・ソーンズ博物館、ソーン美術館など）は、イギリスにある建築の美術館、博物館。新古典主義の建築家だったジョン・ソーンの邸宅兼スタジオを利用している。ソーンが手がけた建築に関する素描・図面や建築模型、さらにはソーンが収集した絵画や骨董品類を所蔵する。ロンドン中心部のホルボーン地区、リンカーンズ・イン・フィールズを見渡す位置にある。ロンドンで最も小さな国立美術館であり、文化・メディア・スポーツ省の後援を受ける非省公共団体である。

## 概要
18世紀から19世紀にかけて活躍したイギリスの建築家ジョン・ソーンの旧邸宅を用いた美術館、博物館である。ソーンの個人的な趣味により収集された美術品コレクションを展示している。その外見は平凡なジョージアン様式建築で、入口が小さいため、注意していないと博物館とは気付かない。古代の建築の破片、石彫をはじめ、多種多様な美術工芸品、考古学的な骨董品、絵画作品などの展示品を収蔵している。
建築を一種の総合芸術に高めることを目指したソーンは、建物の内部自体を詩的な空間とすることを目指した。そのため、体系立った収蔵・展示方法をとらず、あまたの展示品を混合させることで、時代やジャンルが複雑に絡み合った空間を創造しようとした。そして、建物内部の設計自体もソーンによる建築芸術作品である。その特徴としては、数多く設けられた採光用の天窓や窓、多彩な色合いのガラス、そこを通過する光を反射し、奥行きを深めるために設置された無数の鏡などがあげられる。これにより建物内部に自然光が満たされ、詩的な空間が演出される。こうして生まれた複雑な美的空間をソーンは建築や絵画、彫刻を学ぶ学生のために開放した。
現在、歴史的建造物 Grade Ⅰ（第一級指定建築物）の認定を受けている。美術館内部は決して広くはなく、展示品が所狭しと並べられているため、現在では、1回あたりの入場者数を制限している（15人前後）。見学希望者は先に入った見学者が出てくるまで入り口で待たねばならず、かばんや荷物を入口で預けなくてはならない。また、毎月第一火曜日の夜には、蝋燭の明かりだけで展示品を鑑賞する「キャンドルナイト」を開催している。

## 収蔵品

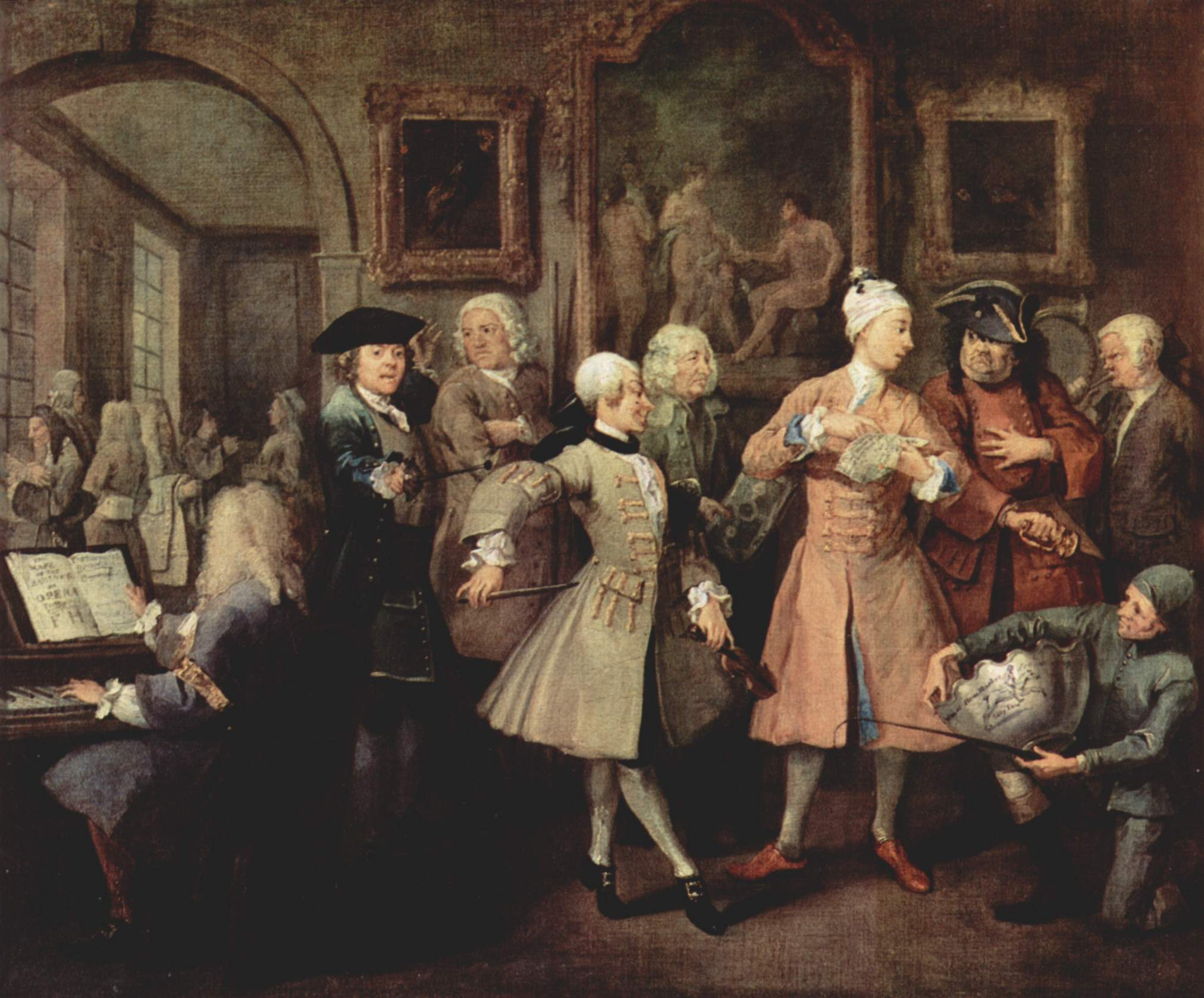
ホガース『放蕩一代記』第2図、1733年。父親の遺産を相続し、富豪生活を送るトムが、取り巻きに囲まれる

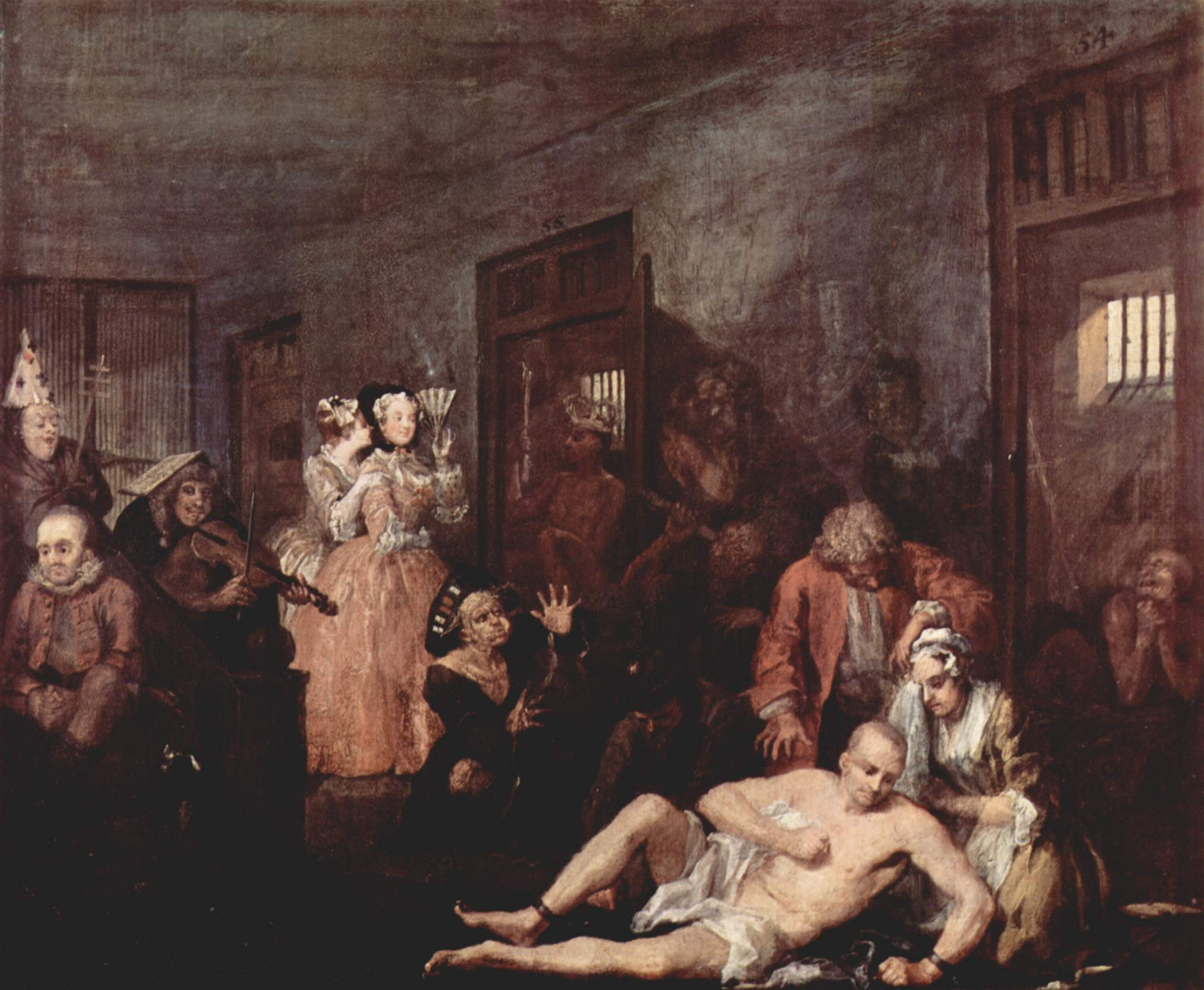
ホガース『放蕩一代記』第8図、1733年。全ての財産を食いつぶし、精神病院で朽ち果てるトム

ソーンのコレクションの大部分を占めるのは、古代エジプト、古代ギリシャ、古代ローマの建築物の破片や装飾品などである。石細工、石彫をはじめとして、ブロンズ作品、テラコッタや陶磁器、宝石、中世のステンドグラスなどがコレクションに並ぶ。
絵画コレクションは、16世紀から19世紀までの油彩、水彩、素描作品から成り立っている。その中でも最も著名な作品は、ウィリアム・ホガースによる8点の連作油彩画『放蕩一代記』（1733年）と、1754年のオックスフォード議会選挙に取材した4点の連作油彩画『選挙』（en:Humours of an Election）である。特に、道楽息子が父の遺産を食いつぶすまでの人生を物語的に描いた『放蕩一代記』は、銅版画として広く一般に流布した非常に有名な作品であり、本美術館の目玉展示品とされる。1802年、ソーンはこの原画8点をクリスティーズのオークションで、570ギニーで落札した。
さらにコレクションはおよそ3万枚の建築図面を擁し、これらはソーン自身も教授を務めたロイヤル・アカデミー・オブ・アーツでの講義に活用された。まず、ソーン自身の素描が8千枚を数える。その他に、ジョン・ソープ（en:John Thorpe）によるエリザベス朝建築の図面集、新古典主義建築のロバート・アダムのドローイング（アダムの作品コレクションとしては最大）、ウィリアム・チェンバーズのドローイングなどを含む。

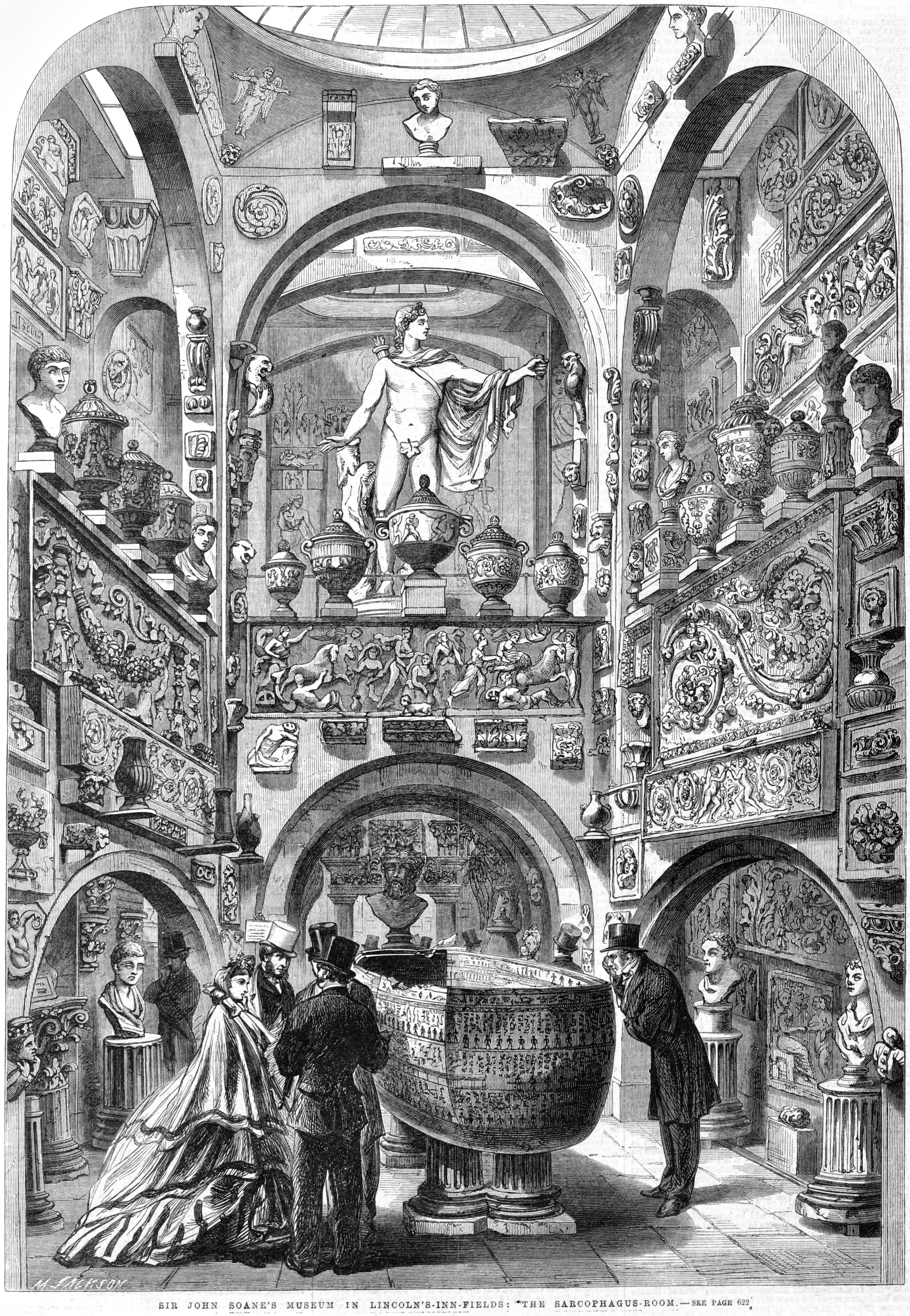
地下室に展示されるセティ1世の石棺。Illustrated London News、1864年

さらに、ジョヴァンニ・バッティスタ・ピラネージがパエストゥムを描いた、インクと水彩によるオリジナルスケッチ15点が絵画ギャラリーに展示されているが、この古代都市の廃墟を描いた幻想的な作品は、建築素描コレクションの中でも特に高い価値を有すると評価されている。1778年、留学中のソーンは、最後の作品「パエストゥム」を製作中だった最晩年期のピラネージとローマで面会し、多大な影響を受けた。後にソーンは、ピラネージの版画作品の大部分を購入している。
その他の絵画コレクションとしては、ソーンの親友であったジョゼフ・マロード・ウィリアム・ターナーの油彩画と水彩画、カナレットによるヴェネチア風景画の傑作3点なども収蔵している。一方、近代彫刻としては、ソーンの同時代人の胸像作品などが見られ、ジョン・フラックスマン（en:John Flaxman）の石膏・テラコッタ作品を含む新古典主義の彫刻コレクションも擁している。
他に特筆すべき収蔵品としては、紀元前1370年に古代エジプトで作られたセティ1世の雪花石膏の石棺がある。ソーンが「埋葬室」と呼んだ美術館地下の部屋に安置されており、この石棺がコレクションに加えられた時、ソーンは3日間に渡る祝宴を開いた。

## 建築

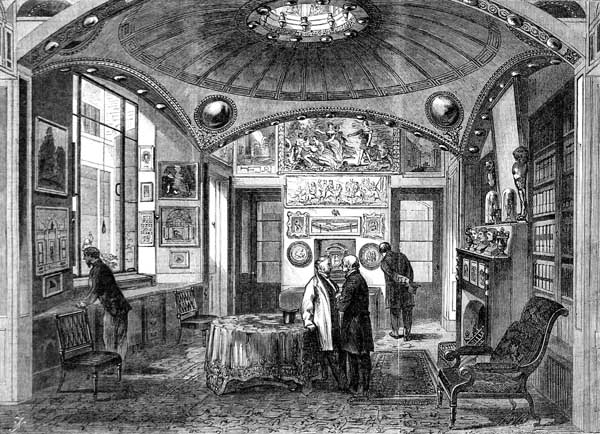
朝食室の様子。Illustrated London News、1864年

本美術館は、その建物の内装自体が、建築家ジョン・ソーンの思想を表す建築美術作品である。その中でも最も特筆すべき箇所は、美術館の後部に位置している。主となるのは採光用天窓を備えた空間であり、これはソーンが考案したイングランド銀行のホールの独創的な採光技術を示すミニチュアとなっている。また、独創的なデザインによる絵画ギャラリーの壁は、作品を収めるための折りたたみ式パネルを備えており、通常収蔵できる点数の3倍の作品を展示している。パネルの内部にはピラネージの「パエストゥム」などが収蔵されているが、これらの見学を希望する時は、係員にパネルを開くように希望を伝え、一定数の見学者が集まるまで待たなくてはならない。
建物内部には半ダースのリビングルームが設けられ、その多くは非常に珍しい設計となっている。特に、朝食用食堂の凸面鏡がはめ込まれた半球形のドーム天井は、世界中の建築家に影響を与えた。図書室はゴシック様式の影響を反映し、鮮やかな「ポンペイの赤」で装飾されており、研究室にはローマの建築物の破片類が所蔵されている。2つの中庭（モニュメント・コートとモンクス・ヤード）には、多数の建築物の断片が保存されているが、'pasticcio'と呼ばれる石柱を有するモニュメントコートは古典主義様式を例示し、ウェストミンスター宮殿からもたらされた中世の石彫細工を多く擁するモンクスヤードはゴシック様式を示している。

## 歴史

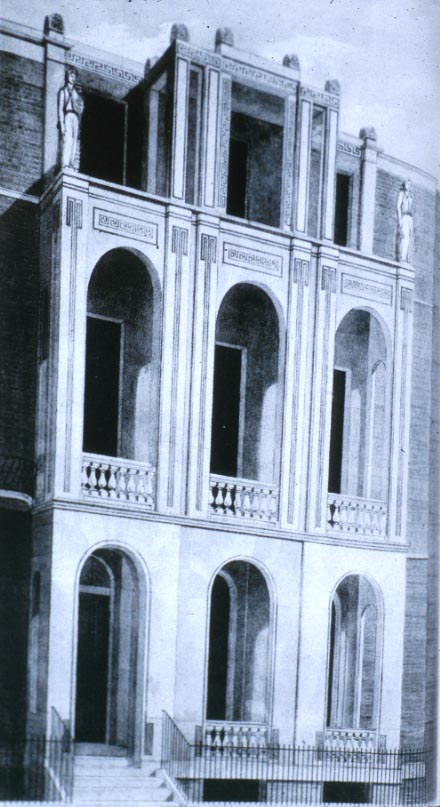
ジョン・ソーン邸のファサード。1812年ごろ。ロッジアには後にガラス窓がはめ込まれた。現在の美術館正面の画像と見比べてほしい

ソーンは、妻の叔父の遺産を相続した後、リンカーンズ・イン・フィールズ北側にあった三軒続きの家屋を購入した（当時、ソーンが関係していたロイヤル・アカデミー・オブ・アーツがここから徒歩圏内にあったため、この場所を選んだとされる。）。そして、美術品のコレクションを始め、家屋を取り壊しては、彼自身のデザインで建て直していった。
まず最初に1792年から1794年にかけて、ソーンは当時特有の質素なレンガ家屋だった"No. 12"の再築に取りかかった。1806年、ロイヤル・アカデミー・オブ・アーツの建築教授に就任したのち、ソーンは隣屋の"No. 13"を購入。この家屋が1808年から1909年にかけて、および1812年の二段階に分けて再築され、今日の美術館となった。
1808年から1809年にかけてソーンは、建物の裏手の馬小屋だった場所に、主に最上部の照明を利用する形で、製図室と「博物館」を建築した。1812年にはその前面部分を改築し、ポートランドストーン製のファサードを、地下と一階、二階、そして、三階の中央張り出しに続く形で設けた。ここは元来、3層のロッジアを備えていたが、この箇所のアーチにソーンは生涯、ガラス窓を設置し続けた。ソーンが"No. 13"に移り住むと、彼はそれまで住んでいた"No.12"を賃貸に出した。この"No.12"は彼の死に際して、"No. 13"と共に国家に寄贈された。これは、賃貸収入が博物館の運営資金となることをソーンが意図したためである。

"No.13"の再築が完了した後、ソーンはこの建物を建築研究所とみなし、絶えず内部を改造していった。1823年、彼が70歳を越した時、3番目の建物である "No. 14"を購入し、翌年にかけて再築した。これにより"No. 14"の馬小屋だった部分が、"No.13"に連続した絵画ギャラリーとなった。3番目の建物の玄関は他の建物の玄関とは別個のままとされ、内部でも他の建物には繋げられなかった。また、この建物自体も投資のために貸し出された。
美術館はソーン存命中の1833年、個別法律により創設され、1837年のソーンの死をもって正式に運営が開始された。この個別法律により"No. 13"は、「できるかぎり」ソーンが死去した当時の状態を保持することが求められ、ソーンの死後、建物が改築されたことも、コレクションが増加したこともない。ソーンには直接の遺産相続人である息子ジョージがいたが、ジョージはソーンの仕事を継ぐことを拒絶し、ソーンに認められない結婚をしたため、父子の間には「生涯の確執」を抱えていた。ジョージの方でも父を批判するために、「日曜新聞のための、不正者・ペテン師・模倣者と呼ぶべきジョン卿に関する匿名の批判記事」という文章を発表している。ジョージは法律上、ソーンの遺産の所有権を主張できた。ソーンは息子の相続権を奪うために、「譜代相伝の基本法を逆にしよう」と試み、長期の議会運動を続け、美術館のための個別法律を成立させたのだった。
19世紀の終わりまでに"No. 12"の後方の部屋と"No. 13"の美術館を繋げる作業が終わり、1969年からは"No. 12"も学術図書館およびオフィスとして美術館のトラストより運営されることになった。また、1995年以降は特別展会場「ソーン・ギャラリー」として運営されている。
トラストはソーンの遺産により独立運営されていたが、1947年、サー・ジョン・ソーンズ美術館は国家の建築研究センターとなり、文化・メディア・スポーツ省を通して、英国政府から補助金を受け取ることになった。1997年には、文化遺産宝くじ基金の援助を受け、トラストは"No. 14"の残り大部分を購入した。2006年には教育的活動を拡大するために、建物の修復作業が行われた。

## スタッフ
ソーンの遺志により、美術館にはキュレーター（男性が就任）と調査官（補佐として女性が就任）が設けられた。建築史家のジョン・サマーソン（en:John Summerson）は1945年から1984年にかけてキュレーターを務め、その主なる期間、ドロシー・ストラウド（調査官。1945年から1985年）の補佐を受けた。
サマーソンの後任として、ピーター・ソーントン（en:Peter Thornton）がヴィクトリア&アルバート博物館より転任した。ソーントンは1995年に退官し、ストラウドの後任の調査官であったマーガレット・リチャードソンが初めての女性キュレーターとして着任。彼女は2005年までその任にあった。
サー・ジョン・ソーンズ美術館の現在のディレクターはティム・ノックスであり、彼は「キュレーター」という名称を用いることを中止した。

## 交通アクセス
| 交通手段       | 鉄道駅/バスストップ      | 停留所        | 路線・バスのルート                            | 美術館への距離 |
| -------------- | ------------------------ | ------------- | --------------------------------------------- | -------------- |
| ロンドンバス   | ホルボーン駅             | Stop P        | 1, 171, 243, 521                              | 徒歩0.2マイル  |
| ロンドンバス   | ホルボーン駅             | Stop N        | 68, 91, 168, 188, X68†                        | 徒歩0.2マイル  |
| ロンドンバス   | ホルボーン駅             | Stop M        | 1, 59, 68, 91, 168, 171, 188, 243, 521†, X68† | 徒歩0.1マイル  |
| ロンドンバス   | ブラウンロウ・ストリート | Stop R Stop S | 8, 25, 242, 521†                              | 徒歩0.2マイル  |
| ロンドン地下鉄 | ホルボーン駅             |               | セントラル線 · ピカデリー線                   | 徒歩0.2マイル  |

† ロンドンバスのルート521およびX68は月曜日から金曜日のみの運行